# Acanthodactylus haasi
Espèce
Statut de conservation UICN

 LC  : Préoccupation mineure
Acanthodactylus haasi est une espèce de sauriens de la famille des Lacertidae.

## Répartition
Cette espèce se rencontre en Oman, aux Émirats arabes unis et en Arabie saoudite.

## Étymologie
Cette espèce est nommée en l'honneur du zoologiste israélien Georg Haas (1905-1981).

## Publication originale
- Leviton & Anderson, 1967 : Survey of the reptiles of the Sheikdom of Abu Dhabi, Arabian Peninsula. Part II. Systematic account of the collection of reptiles made in the Sheikdom of Abu Daby by John Gasperetti. Proceedings of the California Academy of Sciences, ser. 4, vol. 35, p. 157-192 (texte intégral).